# タウンマーケット
タウンマーケット (Town Market) は、日本でリクルート（現・リクルートホールディングス）が展開していた地域情報サービス。後身の『チラシ部！』(ちらしぶ)についても当項目で記述する。

## 概要
2007年11月21日よりウェブ上でのチラシ検索・閲覧サービスを開始、2008年3月14日からは地域限定で宅配サービス“幸せ生活便”が追加された。2009年10月には、mixi会員向けに検索サービスを提供。さらに2010年からはAndroid（Google Play Store）及びiOS（App Store）向けのアプリケーションも用意され、スマートフォンやタブレット端末でもチラシやクーポン・キャンペーンなどの情報を閲覧できるようになった。また、チラシ掲載店舗の最新情報を入手できるメールマガジンも配信されていた。

### 宅配サービス
毎週金曜日に一週間分のテレビ番組表と折り込みチラシを、ヤマト運輸のクロネコメール便で一緒に宅配する。費用は広告料で賄われるため無料である。開始から2年で50万人の会員を集め、テレビ欄と折り込みチラシを目的に新聞を購読している層を取り込み、新聞販売店の経営に影響するのではないかともいわれていたが、2011年2月25日発行号をもってサービスを終了した。
展開地域
- 2008年3月～ 神奈川県相模原市（一部）、東京都町田市。
- 2009年1月～ 神奈川県横浜市、川崎市。
- 2009年5月～ 東京都目黒区、世田谷区、中野区、杉並区、大田区、品川区。

### チラシ部！
ネットやスマートフォン利用者の増加を踏まえ、リクルートは2011年6月30日にタウンマーケットを『チラシ部！』にリニューアルした。スマートフォン・タブレット向けアプリやメールマガジンは引き続き提供された。9月からは、同年4月に韓国でデビューした女性グループRaNia（朝鮮語版）が出演するテレビCMも放映され、約120万人の会員を集めたが、2012年2月1日にサービスの停止を発表、同年3月16日をもって停止した。